# Gabú (region)

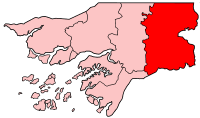
Regionens läge i Guinea-Bissau.

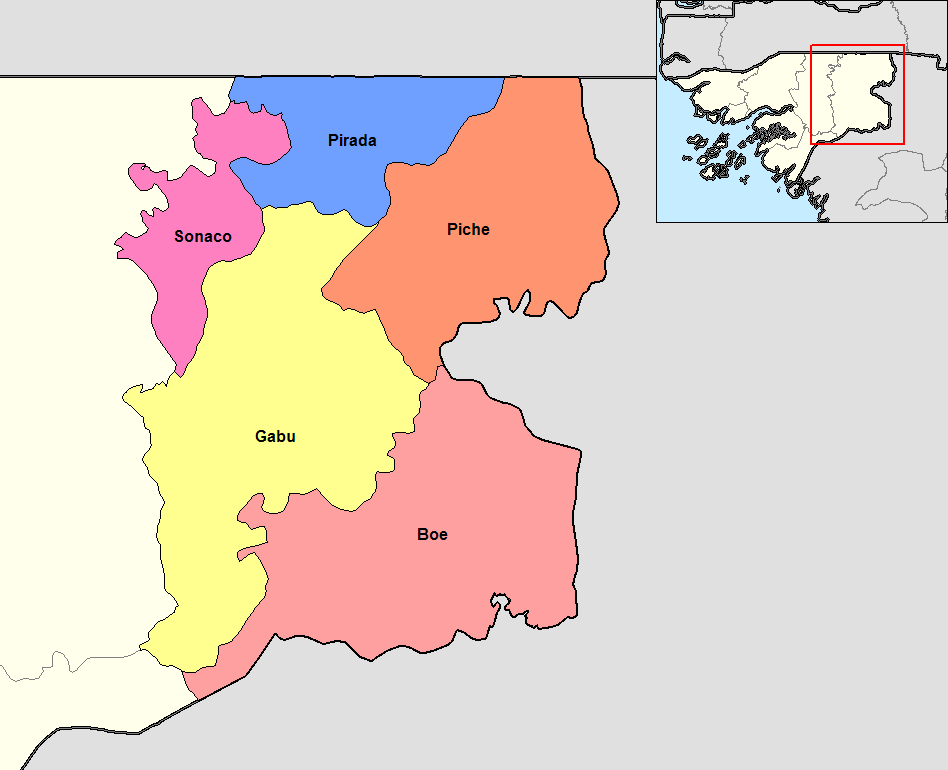
Karta över regionens sektorer.

Gabú är en av Guinea-Bissaus administrativa regioner och är belägen i de östra delarna av landet, med gräns mot Senegal i norr och Guinea i öster och söder. Befolkningen uppgick till 214 520 invånare vid folkräkningen 2009, på en yta av 9 150,0 kvadratkilometer. Den administrativa huvudorten är Gabú. 

## Administrativ indelning
Regionen är indelad i fem sektorer:
- Boé
- Gabú
- Pirada
- Pitche
- Sonaco